# Vương Đan Ni
Vương Đan Ni (tiếng Trung: 王丹妮, tiếng Anh: Louise Wong Tan-ni, sinh ngày 3 tháng 7 năm 1990) là một nữ diễn viên kiêm người mẫu người Hồng Kông gốc Hoa.
Cô được công chúng biết đến qua vai diễn nữ danh ca Mai Diễm Phương trong bộ phim tiểu sử Huyền thoại Mai Diễm Phương (2021), vai diễn đã giúp cô giành giải Diễn viên mới xuất sắc nhất tại giải thưởng điện ảnh Hồng Kông lần thứ 40 vào năm 2022.

## Danh sách phim

### Điện ảnh
| Năm  | Phim                        | Vai diễn        |
| ---- | --------------------------- | --------------- |
| 2021 | Huyền thoại Mai Diễm Phương | Mai Diễm Phương |
| 2023 | A Guilty Conscience         | Tăng Khiết Nhi  |
| 2025 | Võ đường đại náo            | Lâm Tuyết       |